# Béatrice de Montfort
Béatrice de Montfort, comtesse de Montfort et de Dreux, morte en 1311, est la fille de Jean, comte de Montfort, et de Jeanne de Châteaudun (fille de Geoffroy VI et de Clémence des Roches dame de Château-du-Loir et de La Suze).
Elle épousa en 1260 Robert IV de Dreux, (1241-1282), comte de Dreux et de Braine, et eut :
- Marie (1261 - 9 mars 1276[1]), mariée en 1275 à Mathieu IV de Montmorency (mort en 1304) ;
- Yolande (1263-1322), comtesse de Montfort, mariée à Alexandre III d'Écosse, puis à Arthur II de Bretagne ;
- Jean II (1265-1309), comte de Dreux ;
- Jeanne, comtesse de Braine et dame de La Suze, mariée à Jean IV de Pierrepont (mort en 1302), comte de Roucy, puis en 1304 à Jean de Bar (mort en 1317), seigneur de Puisaye ;
- Béatrice (1270-1328), abbesse de Port-Royal ;
- Robert, seigneur de Château-du-Loir, vivant en 1303.